# Alexander Antonitsch
Alexander Antonitsch (* 8. únor 1966, Villach) je bývalý rakouský tenisový hráč, který hrál profesionálně od roku 1988. Během své kariéry vyhrál jednou v jednotlivcích v roce 1990 v Soulu a získal také čtyři tituly ve hře dvojic. Jeho righthander dosáhl nejvyššího hodnocení ATP 9. července 1990, kdy se stal 40. na světě.